# Acacia macrostachya
Acacia macrostachya är en ärtväxtart som beskrevs av Dc. Acacia macrostachya ingår i släktet akacior, och familjen ärtväxter. Inga underarter finns listade i Catalogue of Life.